# DN58A
De DN58A (Drum Național 58A of Nationale weg 58A) is een weg in Roemenië. Hij loopt van Soceni naar Lugoj. De weg is 41 kilometer lang.